# Фудзівара но Канемічі
Фудзівара но Канемічі (*藤原 兼通, 925 — 20 грудня 977) — середньовічний японський державний діяч періоду Хейан.

## Життєпис
Походив з аристократичного роду Фудзівара. Другий син Фудзівара но Моросуке, Правого міністра, і Фудзівара но Сейші. Народився у 925 році. Розпочав службу у 944 році. У 943 році отримав вищий шостий ранг. У 946 році призначено кокусі провінції Суо. 948 року стає очільником Лівої брами.
У 950 році надано нижчий п'ятий ранг. 952 року призначено кокусі провінції Ямато, а у 955 році — провінції Кії, 956 року — провінції Омі. У 957 році надано вищий п'ятий ранг. У 958 році імператорським рескриптом отримав право на носіння забороненого одягу фукахі.
У 960 році надано нижчий четвертий ранг. У 963 році призначено кокусі провінції Міно. У 967 році очолив курорю (правове відомство). У 968 році отримав вищий четвертий ранг. У 969 році стає імператорським радником.
У 970 році призначено кокусі провінції Санукі. У 972 році призначено двірцевим міністром. Того ж року після смерті старшого брата Коретади очолив клан Фудзівара. Призначається кампаку, фактично став керувати державою У 973 році задля зміцнення свого становища видав доньку Коші за імператора Ен'ю. Того ж року отримав нижчий третій ранг.
У 974 році Фудзівара но Канемічі було надано старший другий ранг, а у 975 році — нижчий перший ранг. Це було рідкістю, що за життя представників неімператорського роду отримував цей ранг. 977 року помер, отримавши посмертно старший перший ранг.